# Bianca Rowland
Bianca Rowland (* 5. September 1990 in Everett, Washington) ist eine US-amerikanische Volleyballspielerin.

## Karriere
Rowland begann ihre Karriere an der King’s High School. Von 2008 bis 2011 studierte sie an der University of Washington und spielte in der Universitätsmannschaft der Huskies. 2012 ging die Mittelblockerin nach Europa. Mit dem Schweizer Verein VFM Franches-Montagnes nahm sie am Challenge Cup teil. 2013/14 spielte Rowland beim deutschen Bundesligisten VolleyStars Thüringen. 2014 erreichte sie mit dem Verein das Finale im DVV-Pokal. Danach ging Rowland zurück nach Frankreich und spielte eine Saison bei Vannes Volley-Ball. 2014 und 2015 spielte sie außerdem für Florida Wave in der 2012 gegründeten und 2015 wieder eingestellten USA Premier Volleyball League.